# えりも丸 (2代)
えりも丸は、日本沿海フェリーが運航していたフェリー。本項目では、1989年に就航した2代目を取り扱う。

## 概要
石川島播磨重工業東京第一工場で建造され、「しれとこ丸」の代替船として1989年3月29日に東京 - 苫小牧航路に就航。本船の就航により所要時間が東京発便で1時間15分・苫小牧発便で2時間短縮された。1991年1月には、ブルーハイウェイラインへの社名変更に伴う船名の「さんふらわあ」ブランドへの統一により塗装変更とともにさんふらわあ えりもに船名を変更、主に午前出港の「朝便」に使用された。
1997年に大阪南港 - 志布志航路に転配されたが、1999年4月からは苫小牧 - 大洗航路に転配され、ふたたび北海道航路へ就航した。
2001年、苫小牧 - 大洗航路の移管により商船三井フェリーに継承された。2002年6月の苫小牧 - 大洗航路の東日本フェリーとの共同運航化によるばるな (3代)、へすていあの同航路への転配により準同型船さんふらわあ おおあらい（旧・おおあらい丸）とともに引退した。
その後は長崎市のハヤシマリンカンパニーに売却され、Ferry Cosmo 5となり、長崎湾で係船された。2004年にはシャトル・ハイウェイラインのしゃとる よこすかとなり、横須賀港 - 大分港航路に就航したが、2007年に運航停止となった。
その後、韓国のウェイドンフェリーに売却され、New Golden Bridge IVとなった。2009年には香港のGreat Dragon Shippingに売却され、YONG XIAに改称の後、2019年にスクラップとなっている。

## 船内
客室は「しれとこ丸」から旅客定員を減らし客室・レストラン・ラウンジなどの設備を充実させ模擬操舵装置を備えるなど船旅を楽しめる趣向とし研修利用にも対応する形とした。
Aデッキ
- 特等客室（12室）
- A寝台（14室 後に1等客室に変更）
- レストラン（220席）[3]
- メインホール・バー（97席[3]） - 淡いピンクを基調色とした[6]。
- 展望ラウンジ - 青と紫を基調色とした[6]。
- シャワー室

Bデッキ
- A寝台（30室 後に1等客室に変更）
- B寝台（20室 後に2等寝台に変更）
- 2等客室（8室）
- ドライバーズルーム(2室）
- エントランスホール
- 案内所
- 売店
- オーガナイザーズオフィス
- 展望浴場
- ドライバーズ浴場
- ゲームルーム
- 麻雀室
- コインランドリー

## 事故・インシデント
- 1991年7月21日、3時16分頃、苫小牧港へ向けて航海中に千葉県野島崎沖で貨物船・恵寿丸と衝突しさんふらわあえりもは右舷中央部外板にき裂を伴う凹傷、恵寿丸は船首及び球状船首部を圧壊した。事故原因は両船のもやによる視界制限状態における運航が適切でなかったとされた[7]。